# 신중대
신중대(愼重大, 1947년 2월 8일 ~ )는 대한민국의 공무원 출신 정치인이다. 제20·21·22대 안양시장을 지냈다.

## 경력
- 1975.12:제18회 행정고시 합격
- 1984년:경기도 공무원교육원 원장
- 1985년:경기도 가평군수
- 1986.06 ~ 1987.09:제28대 경기도 파주군수
- 1987년:내무부 법무담당관, 장관 비서실장, 공기업과장, 교부세 과장
- 1993.03.29 ~ 1994.01.02:제5대 경기도 군포시장
- 1994년:경기도 의정부시장
- 1995년:경기도 부천시 부시장
- 1996.07 ~ 1998:경기도 성남시 부시장
- 1998.09 ~ 1999.03:경기도 안양시 부시장
- 1999.03.31 ~ 2007.10.25:제20~22대 경기 안양시장(3선, 한나라당)
- 2002년:경기도 시장군수협의회 회장
- 2006.07 ~ 2007.10:전국 시장·군수·구청장협의회 민선4기 제1기 대표회장

## 학력
- 1953.04 ~ 1959.03:안양초등학교 졸업
- 1959.04 ~ 1962.03:경기중학교 졸업
- 1962.04 ~ 1965.03:경기고등학교 졸업
- 1965.04 ~ 1972.02:서울대학교 법학과 학사
- 1989.03 ~ 1992.08:연세대학교 행정대학원 도시행정학과 행정학 석사

## 역대 선거 결과
|  | 54.9% |

|  | 60.71% |

|  | 62.16% |